# 細尾脂鯉屬
細尾脂鯉屬為輻鰭魚綱脂鯉目琴脂鯉亞目複齒脂鯉科的其中一属。

## 下属物种
- 布氏細尾脂鯉(Phago boulengeri)
- 間細尾脂鯉(Phago intermedius)
- 細尾脂鯉(Phago loricatus)

## 扩展阅读
維基物種上的相關：細尾脂鯉屬